# Cadre-71/2-Weltmeisterschaft 1936

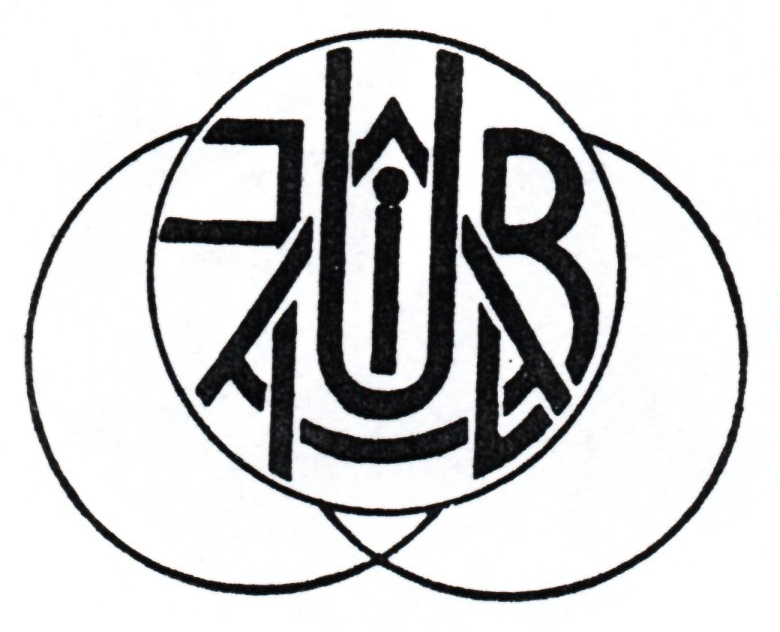
Logo UIFAB (ausrichtender Verband)

Veranstaltungsort: Köln

Die Cadre-71/2-Weltmeisterschaft 1936 war die siebte Cadre 71/2 Weltmeisterschaft. Das Turnier fand vom 16. bis zum 9. April 1936 in der damaligen deutschen Billardhochburg Köln statt. Es war die erste Cadre-71/2-Weltmeisterschaft in Deutschland.

## Geschichte
Seine damalige Ausnahmestellung im Cadre 71/2 untermauerte der Belgier Gustave van Belle bei der Weltmeisterschaft im Hofbräuhaus in Köln. Mit allen Turnierbestleistungen, wobei der Generaldurchschnitt (GD) von 15,32 und der beste Einzeldurchschnitt (BED) von 37,50 neue Weltrekorde waren, holte sich van Belle den vierten Titel. Nur in der Partie gegen seinen Landsmann Gaston de Doncker war der Ausgang mit 300:294 in 26 Aufnahmen sehr knapp. Die deutschen Teilnehmer schlugen sich im eigenen Land recht gut, da bis 1936 im Cadre 71/2 noch keine Deutsche Meisterschaft ausgetragen wurde.

## Turniermodus
Es wurde eine Finalrunde im Round Robin System bis 300 Punkte gespielt. Bei MP-Gleichstand wird in folgender Reihenfolge gewertet:
1. MP = Matchpunkte
2. GD = Generaldurchschnitt
3. HS = Höchstserie

## Abschlusstabelle

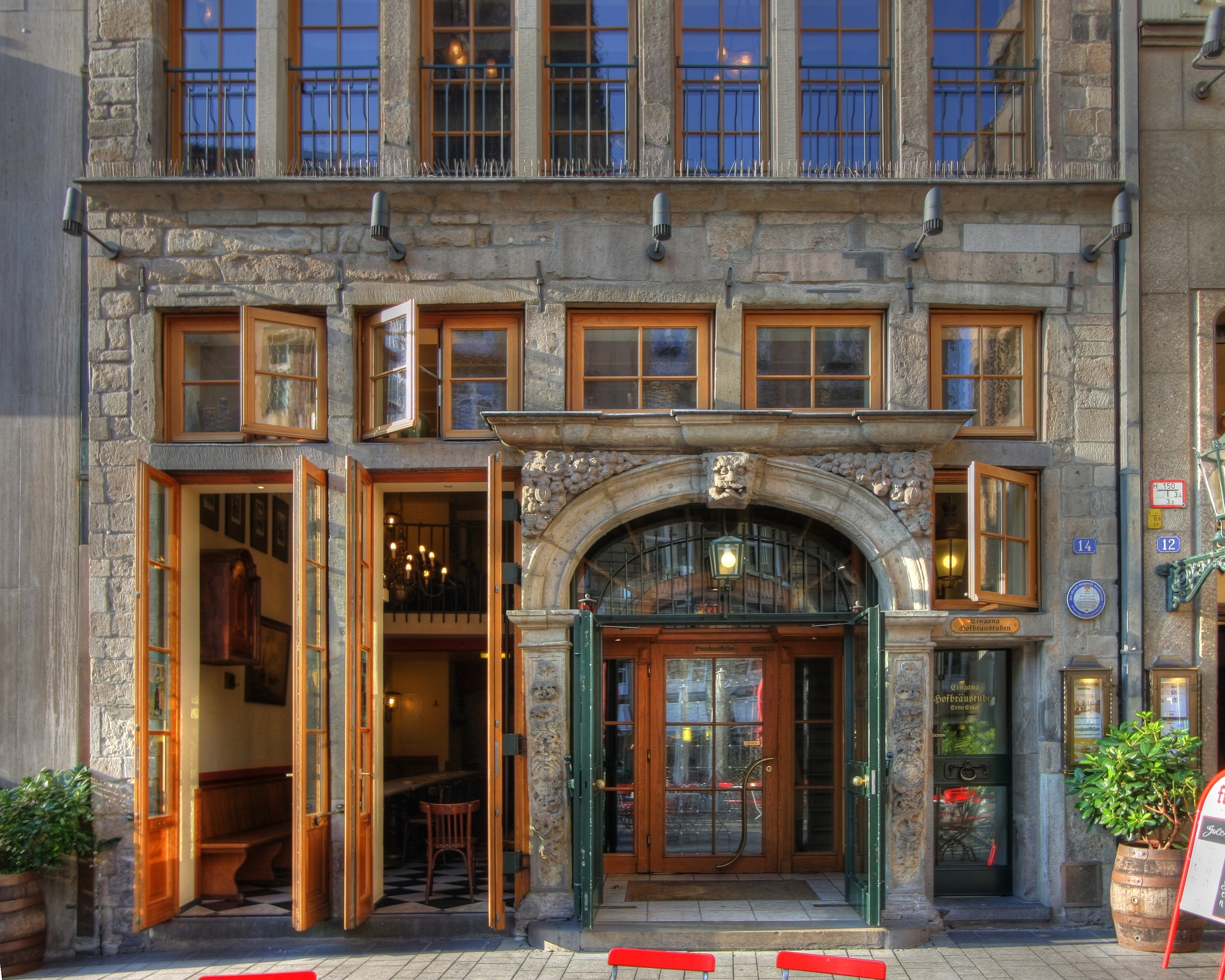
Kölner Hofbräuhaus

| MP    | Match Points (Sieger = 2; Unentschieden = 1; Verlierer = 0) |
| Pkte. | Erzielte Karambolagen                                       |
| Aufn. | Benötigte Versuche                                          |
| GD    | Generaldurchschnitt                                         |
| BED   | Bester Einzeldurchschnitt eines Spielers                    |
| HS    | Höchstserie                                                 |
|       | Bester GD des Turniers                                      |
|       | Bester ED des Turniers                                      |
|       | Beste HS des Turniers                                       |
|       | 1. Platz (Gold)                                             |
|       | 2. Platz (Silber)                                           |
|       | 3. Platz (Bronze)                                           |

| Platz                      | Name              | MP   | Pkte. | Aufn. | GD    | BED   | HS  |
| -------------------------- | ----------------- | ---- | ----- | ----- | ----- | ----- | --- |
| 1                          | Gustave van Belle | 14:0 | 2100  | 137   | 15,32 | 37,50 | 139 |
| 2                          | Constant Côte     | 10:4 | 1726  | 142   | 12,15 | 18,75 | 77  |
| 3                          | Gaston de Doncker | 8:6  | 1922  | 158   | 12,16 | 20,00 | 94  |
| 4                          | Albert Poensgen   | 8:6  | 1973  | 164   | 12,03 | 15,00 | 89  |
| 5                          | Gerd Thielens     | 6:8  | 1860  | 224   | 8,30  | 10,00 | 81  |
| 6                          | Carl Foerster     | 4:10 | 1777  | 198   | 8,97  | 11,53 | 88  |
| 7                          | Jean de Gasparin  | 4:10 | 1697  | 195   | 8,70  | 16,66 | 63  |
| 8                          | Victor Besseleers | 2:12 | 1418  | 186   | 7,62  | 6,66  | 93  |
| Turnierdurchschnitt: 10,30 |                   |      |       |       |       |       |     |